# Dvory (district de Prachatice)
Pour les articles homonymes, voir Dvory.
Dvory (en allemand : Höfen) est une commune du district de Prachatice, dans la région de Bohême-du-Sud, en République tchèque. Sa population s'élevait à 102 habitants en 2023.

## Géographie
Dvory se trouve à 6 km au nord-ouest de Prachatice, à 40 km à l'ouest-nord-ouest de České Budějovice et à 121 km au sud-sud-ouest de Prague.
La commune est limitée par Vlachovo Březí et Pěčnov au nord, par Husinec à l'est, par Prachatice et Zábrdí au sud, et par Lažiště à l'ouest.

## Histoire
La première mention écrite du village date de 1404.

## Galerie

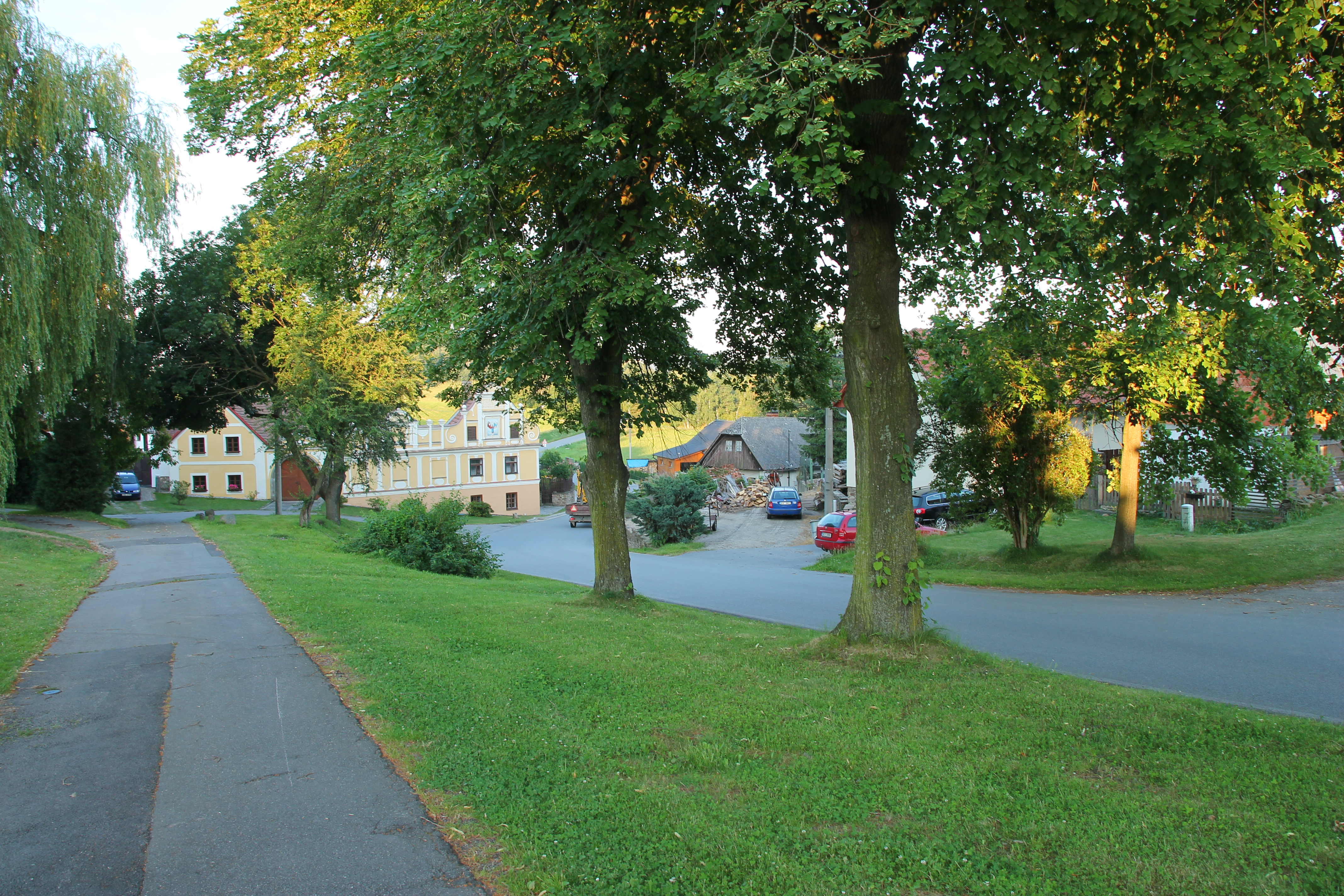
Rue de Dvory.
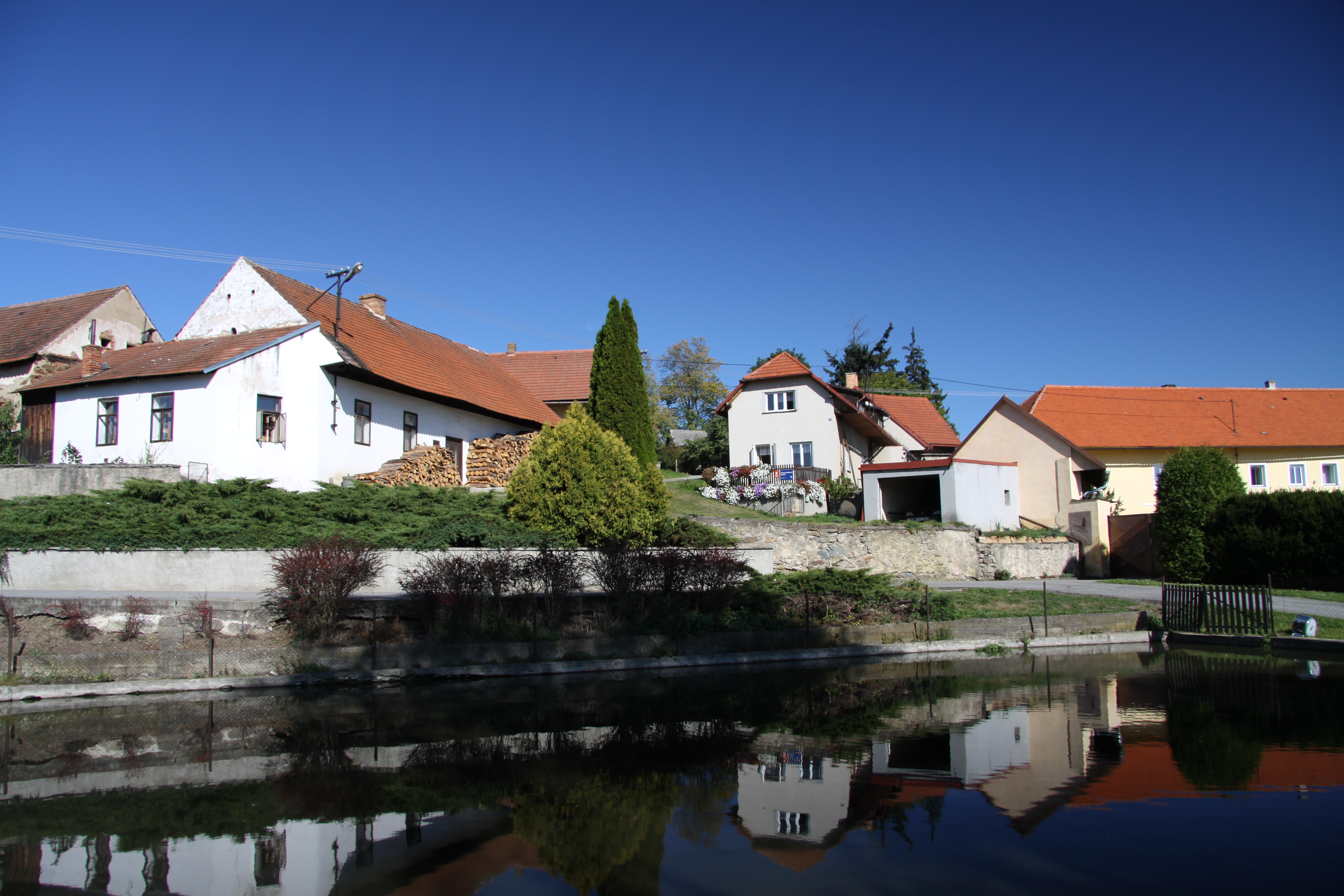
Maisons de Dvory.

## Transports
Par la route, Dvory se trouve à 9,6 km de Prachatice, à 46 km de Ceské Budejovice et à 151 km de Prague.